# Neagolius hengduanensis
Neagolius hengduanensis är en skalbaggsart som beskrevs av Kral 1997. Neagolius hengduanensis ingår i släktet Neagolius och familjen Aphodiidae. Inga underarter finns listade i Catalogue of Life.